# Bartholomäus-Ehlen-Haus

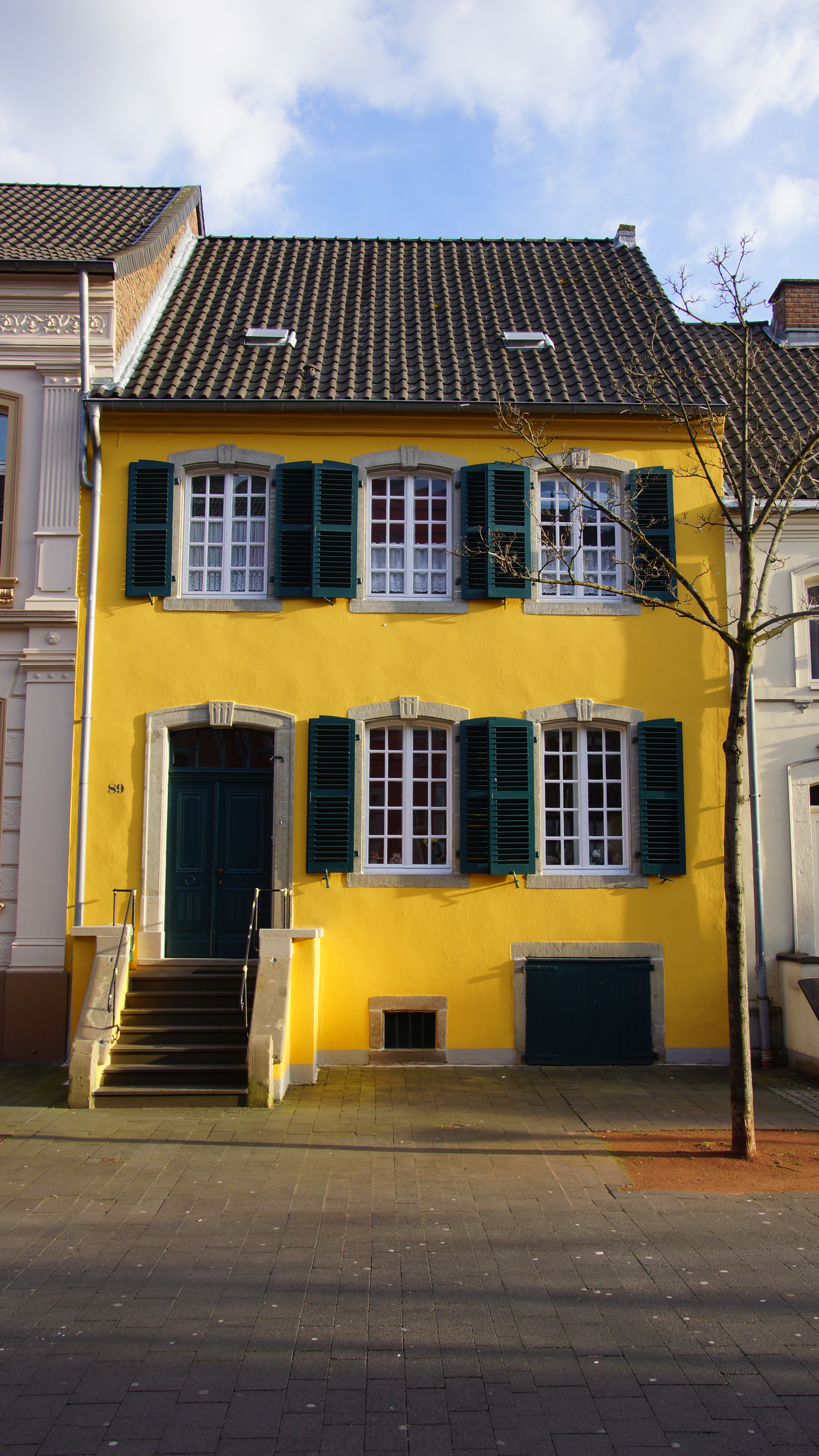
Bartholomäus-Ehlen-Haus

Das Bartholomäus-Ehlen-Haus ist ein historisches Haus in der Hauptstraße 89 in Bergheim-Mitte, welches nach dem Arzt Bartholomäus Ehlen (1760–1818) benannt wurde.

## Baugeschichte und Architektur
Hier wohnte 1799 der Arzt Bartholomäus Ehlen. Das Haus Nr. 89 ist ein schlichter zweistöckiger Putzbau aus der zweiten Hälfte des 18. Jahrhunderts. Die Haustüre liegt erheblich über dem Bodenniveau und ist über eine Treppe zu erreichen. Ursprünglich stand das Grundwasser sehr hoch, so dass sich für die damalige Bausituation das Problem stellte, die Keller nicht tief genug gründen zu können. Das Problem löste man, indem die Kellerdecke erheblich über dem Bodenniveau ansetzte. Dies aber machte einen besonderen Treppenaufgang erforderlich. 1911 waren hier die Allgemeine Elektrizitätsgesellschaft sowie die Bauabteilung des Kreises untergebracht.